# Cachún cachún ra ra!
¡¡Cachún Cachún Ra-Ra!! fue un programa cómico de la televisión mexicana, transmitido por Las Estrellas de Televisa desde 1981 a 1983
La preparatoria más famosa de México en la década de los 80’s fue ¡¡Cachún Cachún Ra Ra!! Un plantel donde los estudiantes vivían situaciones graciosas y divertidas, superando problemáticas de acuerdo a su edad, siempre con finales positivos.
A principios de la década, el productor de televisión Luis de Llano Macedo tenía la idea de llevar a la pantalla chica, una versión de Vaselina (Grease), así que convocó a un grupo de jóvenes y experimentados actores que ya habían participado a lado de su hermana Julissa en la obra de teatro “La Pandilla” (Góspel). Para que se realizara este proyecto Víctor Hugo O'Farrill sugirió y vio junto con Martha Zavaleta encargada del "CEA" (Centro de Capacitación Artística de Televisa), la oportunidad de foguear a los primeros egresados de esta escuela. Por ese motivo se realizaron grandes audiciones en los foros de la televisora.
Para este nuevo programa fueron muchos los jóvenes que audicionaron, entre ellos estaban: Leticia Perdigón, Alejandro Ciangherotti III, Edith González, Erika Buenfil, Alejandro Tommasi, Laura Flores, Victoria Ruffo y los afortunados que se quedaron en el elenco.
El proyecto cambió y en lugar de ser de la época del Rock & Roll, tuvieron que abordar problemas y situaciones de la época actual donde tenían que sobrevivir a los castigos de la temible directora "La Profesora Bonilla" (apodada Godzilla), personificada por Martha Zavaleta.
En 1982 el público mexicano comenzó a identificarse con cada uno de los personajes de este nuevo fenómeno de ¡Cachún! ¡Goya Goya Cachún Cachún Ra Ra, Cachún Cachún Ra Ra, Goya Universidad! Además de ser el grito que identifica a la UNAM, esta célebre porra fue el emblema y nombre de una de las series con más éxito en la televisión de México. ¡Goya Goya Cachún Cachún Ra Ra, Cachún Cachún Ra Ra, Goya Preparatoria!
Fue tan relevante este programa que en 1983 llegaron al Teatro San Rafael y a los Televiteatros (hoy Centro Cultural Telmex) con una versión musical de sus aventuras, "El Show de los Cachunes", al hacer giras por toda la república.  
En 1984 llegan a la pantalla grande con la película ¡¡Cachún cachún ra-ra!! (Una loca, loca, preparatoria), coproducida por: Televicine, S.A. de C.V. Dirigida por: René Cardona Jr., Escrita por: Luis de Llano Macedo, Rodolfo Rodríguez, etc.
En 1985 la prepa Cachún comenzó a perder a sus alumnos más destacados, cuando estos estudiantes decidieron que su edad o sus intereses personales tenían que tomar otro rumbo. Nuevamente se requirió de los alumnos más destacados del “CEA” (Centro de Educación Artística de Televisa), entre los que figuraron: Laura Luz, Ernesto Laguardia,  Daniela Castro, Nailea Norvind, Eugenio Derbez, Adela Noriega y Ari Telch. En ese mismo año llegó al Teatro de los Insurgentes la obra “Vacachunes”, pero con el Terremoto de México de 1985 se tuvo que parar la puesta en escena.
¡¡Cachún Cachún Ra-Ra!! entró en una etapa crítica en 1986 y Luis de Llano Macedo llamó a algunos de sus actores del elenco original, pero al no ser lo mismo terminó el programa en 1987.
Después de que finalizara ¡¡Cachún Cachún Ra-Ra!! sus componentes se integran a nuevos proyectos, iniciando cada uno sus carreras en solitario, no todos lograron trascender, ya que no lograron deshacerse de la sombra del estigma de los personajes de la serie. ¡¡Cachún Cachún Ra-Ra!! se consolidó como el programa más divertido de los años 80's.
En la licitación de 1987 la serie se transmitió por Programar Televisión en Colombia los lunes a las 5:00 de la tarde por la Cadena Uno de Inravisión enfrentando a los espacios de Gegar Televisión cómo Buck Rogers.
Dos elencos fallecieron durante el programa cómo Viridiana Alatriste en 1982 y Julio Lucena en 1985. Y después del programa fallecieron los siguientes elencos cómo José De Mara el 25 de septiembre de 1991, Rodolfo Rodríguez el 25 de enero de 1994, José Flores el 16 de octubre de 1997, Adrián Ramos el 8 de octubre de 1999, Alejandra Meyer el 7 de noviembre de 2007, Amparito Arozamena el 30 de abril de 2009, Luis Ernesto Cano el 2 de mayo de 2014, María Luisa Alcalá el 21 de febrero de 2016, Jaime Garza en mayo de 2021, Carmen Salinas el 10 de diciembre de 2021, Adriana Laffan el 1 de noviembre de 2023, Rosita Pelayo el 16 de diciembre de 2023, Alfredo Alegría el 11 de junio de 2024 y recientemente Silvia Pinal el 28 de noviembre de 2024.

## Elenco
| Actor | Personaje                              | Año de aparición |
| --- | -------------------------------------- | ---------------- |
| Viridiana Alatriste (†)                                                                                            | Viri                                   | 1981-1982        |
| Pedro Damián | Profr. Buenrostro                      | 1981-1982        |
| Paco del Toro | Paco                                   | 1981-1983        |
| Gigi Fernández | Gigi                                   | 1981-1984        |
| Rosita Pelayo (†)                                                                                                  | Rocío                                  | 1981-1984        |
| Anabel Ferreira | Anabelle                               | 1981-1984        |
| Adriana Laffan (†)                                                                                                 | Tina                                   | 1981-1984        |
| Anghel | Rubí                                   | 1981-1984        |
| Jaime Garza (†) | El Pelos/Greñas                        | 1981-1984        |
| ? | El Chanoc                              | 1981-1984        |
| ? | Michel                                 | 1981-1984        |
| ? | Choper                                 | 1981-1984        |
| Alma Delfina | Bárbara Bejarano "Baby"                | 1981-1984        |
| Alfredo Alegría (†)                                                                                                | Leobardo Frenillo Fuerte "Lenguardo"   | 1981-1984        |
| Lupita Sandoval | Nelly Alpuche "Petunia"                | 1981-1984        |
| Rodolfo Rodríguez (†)                                                                                              | Calixto Kramer                         | 1981-1984        |
| Fernando Arau | Severino Urrutia "Chicho"              | 1981-1984        |
| Gerardo González                                                                                                   | Porkirio                               | 1981-1984        |
| Socorro Bonilla | Profra. Valladares                     | 1981-1984        |
| Lily Garza | Lilí                                   | 1981-1985        |
| Ariane Pellicer | Saturnina Pesado "Nina La Punk"        | 1981-1986        |
| Roberto Huicochea                                                                                                  | Luis Paolo Huicochea "Huicho"          | 1981-1986        |
| José Flores (†) | Jagger                                 | 1981-1986        |
| Alejandro Ciangherotti III                                                                                         | Alberto Vasconcelos "Beto"             | 1981-1986        |
| Mario Del Río | El Gori                                | 1981-1987        |
| Sergio Acosta | Popochas                               | 1981-1987        |
| Martha Zavaleta | Profesora Dagoberta Bonilla "Godzilla" | 1981-1987        |
| Alicia Encinas | Miss Evergreen                         | 1981-1987        |
| Manuel de la Rosa                                                                                                  | Profr. Redondón                        | 1981-1987        |
| Adrián Ramos (†)                                                                                                   | Pepe Celaya                            | 1981-1987        |
| Silvia Pinal (+)                                                                                                   | Mamá de Viri                           | 1981             |
| Gloria Jordán | Mamá de Paco y Rocío                   | 1981             |
| Maricarmen Vela | Mamá de Baby                           | 1981             |
| Amparito Arozamena (†)                                                                                             | Mamá de Lenguardo                      | 1981             |
| Julio Lucena (†)                                                                                                   | Papá de Lenguardo                      | 1981             |
| Alejandra Meyer (†)                                                                                                | Mamá de Calixto                        | 1981             |
| Carmen Salinas (†)                                                                                                 | Mamá de Profesor Villafuerte           | 1984             |
| Carlos Monden (†)                                                                                                  | Papá de Calixto                        | 1981             |
| Mario Bezares | Hermano de Calixto                     | 1981             |
| Martha Ofelia Galindo                                                                                              | Mamá de Petunia                        | 1981             |
| María Luisa Alcalá (†)                                                                                             | Mamá de Chicho                         | 1981             |
| Miguel Cane | Linus (Hermano de Nina)                | 1981             |
| Ligia Escalante | Susu                                   | 1982-1984        |
| José Magaña | Profesor Villafuerte                   | 1982-1987        |
| Alicia Sandoval | Venus                                  | 1982-1987        |
| Fabiola La Rue | Profra. Copelia                        | 1982-1987        |
| José De Mara (†)                                                                                                   | Roberto Rey Galán "Tito"               | 1983-1987        |
| Luis de Llano Macedo                                                                                               | Productor Luis Llanero Masita          | 1984             |
| Imperio Vargas | ?                                      | 1984             |
| ? | Profr. Lincoln                         | 1984-1985        |
| Gibrann | Cirilo                                 | 1984-1985        |
| Patricia Thomas | Tammy                                  | 1984-1985        |
| Ari Sax | Ari                                    | 1984-1985        |
| Roberto Garza | Polo                                   | 1984-1985        |
| Norma Yolanda López                                                                                                | Mini                                   | 1984-1986        |
| Ivonne de la Torre                                                                                                 | Piraña 1                               | 1984-1986        |
| Mariza Fernández                                                                                                   | Piraña 2                               | 1984-1986        |
| Eduardo Bernach | Fricky Ricardo                         | 1984-1986        |
| Manuel Gurría | Inspector Romualdo Tenorio             | 1984-1987        |
| Adela Noriega | Adela                                  | 1984-1987        |
| Eugenio Derbez | Eugenio                                | 1984-1987        |
| Daniela Castro | Debbie                                 | 1984-1987        |
| Luis Ernesto Cano (†)                                                                                              | Narciso                                | 1984-1987        |
| Malena Castillo | Puri                                   | 1984-1987        |
| Itzel Ramos | Nicole                                 | 1984-1987        |
| Laura Luz | Olimpia                                | 1984-1987        |
| Alejandro Iriarte                                                                                                  | Nano                                   | 1984-1987        |
| Alejandra Espejo                                                                                                   | Srita. Espejo                          | 1984-1987        |
| América Gabriel | América                                | 1984-1985        |
| Omar Fierro | Titán                                  | 1984-1987        |
| José Luis Cordero                                                                                                  | Carolino                               | 1984-1987        |
| Giorgio Palacios                                                                                                   | Giorgio                                | 1984-1987        |
| Nailea Norvind | Aída                                   | 1985-1987        |
| Benny Corral | Benny                                  | 1985-1987        |
| Andrea Gruia | Andrea                                 | 1985-1987        |
| Lorena Anaya | Lorena                                 | 1985-1987        |
| Gloria Izaguirre                                                                                                   | Reven                                  | 1985-1987        |
| Martha Escobar | Profra. Greta                          | 1985-1987        |
| Luis Torner | Profr. Guiguis                         | 1985-1987        |
| Pepe Campero | Profr. Remarquez                       | 1985-1987        |
| Álex Phillips III                                                                                                  | Álex                                   | 1986-1987        |
| Ari Telch | David                                  | 1986-1987        |
| Ernesto Laguardia                                                                                                  | Neto                                   | 1986-1987        |
| Lucero Reynoso | Lucero                                 | 1987             |
| Evangelina Martínez                                                                                                | Mamá de Puri                           | 1987             |
| Ritmo Peligroso, Laura Flores, Alejandra Ávalos, Juan Santana, Lucerito, Timbiriche, Fresas con crema, Flans, etc. | Invitados Especiales                   | -                |

## Premios y nominaciones

### Premios TVyNovelas
| Año  | Categoría                 | Nominado(a)          | Resultado |
| ---- | ------------------------- | -------------------- | --------- |
| 1985 | Mejor programa de comedia | Luis de Llano Macedo | Ganador   |
| 1984 | Mejor programa de comedia | Luis de Llano Macedo | Ganador   |
| 1983 | Mejor programa de comedia | Luis de Llano Macedo | Ganador   |

## Discografía
¡¡CACHUN CACHUN RA RA!!
1.- Bienvenido a cachun - Pepe Celaya
2.- Este día en particular - (Entrada) Cachunes
3.- Soy chicho - Chicho
4.- Tache tache - Profesora Bonilla "Godzilla"
5.- Hoy me escapare (libre) - Huicho
6.- No debes azotarte - Baby
7.- Rey de la R - Lenguardo
8.- Futbol tap - Cachunes
9.- Calixto rock - Calixto
10.- Son ciegos (grey matter) - Nina
11.- Chavos y chavas - Cachunes
12.- Ilusiones - Cachunes
13.- Reina del show - Petunia
14.- Cachun cachun ra ra (tema) - (Final) Cachunes

## Crítica
El programa de televisión "Historias Engarzadas" de TV Azteca, dedico una de sus emisiones al exitoso programa de los 80’s ¡¡Cachún Cachún Ra-Ra!!, para conocer ¿Qué sucedía detrás de cámaras? ¿Cómo vivieron y asumieron el éxito y la fama? y ¿Qué piensan de la supuesta maldición? que existe sobre sus integrantes y que a ellos tanto les incomoda.
El encargado de poner a todo el grupo de jóvenes en orden fue Luis de Llano Macedo mediante “La Dolorosa”, que consistía en tener menor o mayor participaciones en los programas, por eso, muchos de ellos llegaron a estar en la cuerda floja por varios años.

## Curiosidades
- El nombre de “Nina” surgió porque en la vida real Ariane Pellicer era fan de Nina Hagen (cantante alemana) y Luis de Llano Macedo le sugirió ponerle “Nina, la Punk”.

- Alejandro Ciangherotti III cuando hizo el casting se puso nervioso y tartamudeo, eso les gustó y se le quedó esa característica al personaje de “Beto”.
- Cachún ra, ra se transmitió en la era de la licitación de la programación de 1987 de la televisión colombiana llegó a Programar Televisión en la franja de los lunes a las 5 de la tarde en la Cadena Dos de Inravisión.